# Anna Cruz
Anna Cruz Lebrato (ur. 27 października 1986 w Barcelonie) – hiszpańska koszykarka, występująca na pozycjach rzucającej lub niskiej skrzydłowej, reprezentantka kraju, multimedalistka międzynarodowych imprez koszykarskich, obecnie zawodniczka Kutxabank Araski.

## Osiągnięcia
Stan na 31 sierpnia 2020, na podstawie, o ile nie zaznaczono inaczej.

### WNBA
- Mistrzyni WNBA (2015)
- Wicemistrzyni WNBA (2016)

### Drużynwe
- Mistrzyni:
  - Euroligi (2017)
  - Ligi Bałtyckiej (2017)
  - Hiszpanii (2003, 2005)
- Wicemistrzyni:
  - Euroligi (2012, 2019)
  - Rosji (2014–2019)
  - Hiszpanii (2004, 2013)
- Zdobywczyni:
  - pucharu:
    - Hiszpanii (2011, 2013)
    - Rosji (2018)

  - superpucharu Turcji (2019)
- Finalistka pucharu Rosji (2014, 2017, 2019)
- 3. miejsce w:
  - Eurolidze (2018)
  - lidze hiszańskiej (2007, 2010)

### Indywidualne
- Liderka Euroligi w przechwytach (2013)

### Reprezentacja
Seniorska
- Mistrzyni Europy (2017, 2019)
- Wicemistrzyni:
  - świata (2014)
  - olimpijska (2016)
- Brązowa medalistka mistrzostw:
  - świata (2010, 2018)
  - Europy (2009, 2015)
- Uczestniczka mistrzostw Europy (2009, 2011 – 9. miejsce, 2015, 2017, 2019)

Młodzieżowe
- Wicemistrzyni Europy U–18 (2004)
- Uczestniczka mistrzostw:
  - świata:
    - U–21 (2007 – 9. miejsce)
    - U–19 (2005 – 5. miejsce)

  - Europy U–20 (2006 – 4. miejsce)